# Heydarabad
Heydarabad (en azéri Heydərabad) est une ville et municipalité de la République autonome de Nakhitchevan en Azerbaïdjan. C'est la capitale du raion de Sadarak.